# カニンガム・ピアノ・カンパニー
カニンガム・ピアノ・カンパニー（Cunningham Piano Company）は、1891年にアップライトピアノおよびグランドピアノの製造を始めた。創業者のパトリック・J・カニンガムは当時の直近にアイルランドから移民してきた。カニンガムはよく訓練された木工職人であった。ピアノを製造を始めて最初の10年間に、カニンガム・ピアノ・カンパニーは認知度を高め、フィラデルフィアで最も評判のいいピアノメーカーとなった。
社長の間を通じて、パトリック・J・カニンガムは会社の拡大と繁栄を目にし、会社は品質と設計の両方で賞を受賞した。空気式の自動ピアノの全盛期であった1920年代、カニンガム・ピアノ・カンパニーはフィラデルフィアで最大の自動ピアノ製造業者であり、米国の東海岸全域に彼らの製品を出荷していた。
カニンガム社はCunninghamブランドの他、GirardおよびForrestブランドのピアノも製造した。1920年代、会社はThe Painter & Ewing Piano CompanyおよびThe Overbrook Piano Companyを買収した。カニンガム社のピアノの多くは「The Matchless（比類なき）Cunningham」と銘打たれていた。
アメリカの偉大な作曲家の一人ジョージ・ガーシュウィンはサウス・カロライナ州フォーリー・ビーチでオペラ『ポーギーとベス』を作曲するためにカニンガムピアノを使用した。
しかし、大恐慌が全ての事業の巨大な損害を与え、1943年12月にカニンガム・ピアノ・カンパニーはピアノ製造を止めた。
第二次世界大戦後、パトリック・J・カニンガムの下で働いていた若いピアノ技術者Louis Cohenが会社を引き継ぎ、会社の姿を変えた。Cohenは少数の手作りピアノを作り続けるビジネスモデルは成り立たないと見た。Cohenはまた、この成熟した産業ではピアノ修復が成長分野であると見た。
2018年現在、カニンガム・ピアノ・カンパニーはアコースティックピアノ（新品・中古）、デジタルピアノ、オルガンの販売とピアノ修復を行っている。Cunninghamブランドのピアノも復活し、アップライトピアノとグランドピアノが販売されている。Cunninghamピアノの製造は中国の海倫鋼琴（ハイルン）が行っている。